# Pipirig, Neamț
Pipirig este satul de reședință al comunei cu același nume din județul Neamț, Moldova, România.

## Etimologia numelui
Nu există o atestare certă a denumirii acestei localități. Se crede ca acesta a proveni de la planta Pipirig ce poate fi întâlnită în zonele mlăștinoase din împrejurimi. 

## Istoric
Prima mențiune a numelui se află într-un hrisov din 12 martie 1437, care este un act domnesc de danie către Mânăstirea Neamț, prin care Ilie Voievod, domnul Moldovei, a stabilit hotarul moșiei „Munții”, arătând că: „hotarul am început a alege din gura pârâului Mustei, în sus de Cetatea Neamțului, până la drumul Neamțului…, până la gura Peperigului, apoi drept în Slatina, apoi obcina către obârșia Largului și a Farcașei…, până la muntele de sub Halăuca și gura Hălucăi, apoi până în varful Pițigaiei și până la vârful Sihlei, la dealul Rusului și peste obarșia Nemțisorului drept la capul Pleșului și izvorul Mustei”.   Același hotar este „întărit” la 3 februarie 1455 de către Alexandru-Voievod, domnul Moldovei.
În timpul domniei lui Ștefan cel Mare și Sfânt, prin documentul din 27 iulie 1501, se aprobă călugărilor de la Mânăstirea Neamț să-si apere „Muntele Farcașa până la Gura Largului, precum si ceilalți munți ai lor și să-și ia venitul cuvenit de la cei ce vor să pască vitele, sau să vâneze în braniștele lor”. Pipirig făcea parte integrantă din moșia Mânăstirii Neamț, fiind un loc de o frumusețe rară, unde câțiva călugări locuiau și se ocupau cu creșterea vitelor. Aici era stâna mânăstirii, unde, pentru călugări era construită o capelă în care slujeau și se rugau cei ce îngrijeau turmele; de la această bisericuță se trage și numele locului Popeni (poate fi identificat cu satul Pipirig).
Un moment important în popularea localității s-a petrecut în secolul al XVIII-lea, când – după răscoala țăranilor conduși de Horia, Cloșca si Crișan (1784) – întreaga Transilvanie era în zbucium. Unii răsculați au plătit cu viața, alții n-au vrut să sufere persecuțiile grofilor și ale nemeșilor, luând astfel calea pribegiei peste munți, ajungând și pe teritoriul moșiei Mânăstirii Neamțului din Depresiunea Pipirigului. Un document oficial privind existența unei populații pe actuala arie a comunei Pipirig, este "Catagrafia Moldovei" din anii 1772 – 1773 în care sunt menționate 38 de case sau 38 de birnici. Birnicii fiind de gospodărie, care aveau obligația de a plăti bir mânăstirii, pe al cărei domeniu erau așezați. Numărul familiilor putea fi mai mare decăt cel menționat, deoarece existau și familii scutite de bir, care nu sunt menționate, precum preoții, văduvele, nevolnicii, etc.
În acele vremuri, între anii 1764 – 1790, datorită prigoanei pornite împotriva ortodocșilor din Ardeal privind încercarea de catolicizare a românilor , mare parte din locuitorii din Țara Bârsei, Brețcu, Siliștea Sibiului, Sadova Câmpulungului, Vrancea precum și de pe Valea Bârgăului, au lăsat totul  (case, averi) și au plecat cu familiile și turmele lor spre Moldova, atrași fiind de întinsele plaiuri, de apele bune și de vetrele de sat străjuite de codri de nepătruns. Mergând pe Valea Bistriței, au trecut prin Pasul Petru Vodă si s-au oprit la Pipirig. Aceasta emigrare masiva este amintită de Ion Creangă, atunci când afirma că bunicul său, David Creangă, împreună cu alți mocani ardeleni „s-au tras cu bucatele încoace” din cauza persecuțiilor religioase.  Aici au găsit loc potrivit pentru a ierna împreună cu familiile și turmele lor. Monahii i-au primit cu dragoste creștinească, i-au găzduit și s-au localizat, cu acordul conducerii Mânăstirii Neamțului, aici la Pipirig.
În "Catagrafia Moldovei" din anul 1820 sunt prezentate toate satele existente în acea perioadă, cu numele fiecărui locuitor pe categorii fiscale. Astfel îl descoperim printre locuitorii satului Pipirig pe Ion Creangă și fiii lui: David Sin(fiul), Ion și Vasile; apoi, Coman Creangă, Gheorghe Creangă. David Creangă (bunicul marelui povestitor Ion Creangă) s-a născut la Pipirig în anul 1796 și s-a căsătorit cu Anastasia (Nastasia), născută în anul 1799 în cătunul Boboiești, fiică a lui Ion Lupu Baboi, venit din Sadova Cîmpulungului prin anul 1774 și căsătorit cu fata lui Ciubuc, venită și ea de peste munți din satul Ciubucani de lângă Toplița. Acest Ciubuc era meșter în turnarea clopotelor, oamenii din sat zicându-i „clopotarul”. El a confecționat clopotul de la biserica ”Sf. Nicolae” din Pipirig și de la biserica ”Sf. Gheorghe” din Gura Largului.

## Componența
Populatia comunei Pipirig era la recensamîntul populatiei si locuintelor din luna martie 2002 de 8.674 persoane, satul Pipirig fiind al doilea ca mărime din comuna Pipirig, având o populație de 1.550 persoane organizate în 429 gospodării.
Satul Boboiești are la origine denumirea numelui unui mocan – Baboi – venit din localitatea Sadova, de lânga Cîmpulung Moldovenesc. Satul are în componența sa și cătunul Dolia care, în trecut, a aparținut de comuna Mălini din județul Suceava, iar apoi de comuna Farcașa din judetul Neamț. În prezent, satul Boboiesti este cea mai mare așezare din comună, avînd în luna martie 2002 un număr de 499 de gospodării și o populație de 1.659 persoane.
Satul Leghin este o așezare recentă, care s-a dezvoltat mai mult dupa anul 1958 când aici au fost strămutate un număr de 70 familii care locuiau de-a lungul albiei râului Bistrița, zonă ocupată actual de lacul de acumulare Izvorul Muntelui. Până la strămutarea acestor familii, aici se găseau câteva locuințe care aparțineau de satul Stînca, împreună cu cătunul Poiana Focșei.
Satul Stînca își trage denumirea de la mulțimea stâncilor existente în culmea Dobreanului și nu numai. În trecut i se mai spunea si „Codru”. Pe teritoriul acestui sat se găsesc mai multe familii de țigani lingurari care provin din robii de pe moșiile Mânăstirii Neamț și Secu, asezați aici la începutul secolului al XVI-lea și locuiesc grupați în cătunul „Iepărie”. În luna martie 2002 satul era format din 364 gospodării și 1.499 locuitori, având cel mai ridicat spor natural de creștere a populației.
Satul Pîțîligeni își trage numele de la grupul de familii Pîțîliga (Pâțâliga) ce locuiesc în acest sat. 
Satul Dolhești își trage numele de la grupul de familii Dolhescu ce locuiesc în acest sat. La recensământul populației și locuințelor din luna martie 2002, satul Dolhești era al treilea sat ca mărime din comună, având un număr de 412 gospodării și 1.501 locuitori.
Satul Pluton își trage denumirea de la o specie de cerbi care în vorbirea locală veche se numea ploton și care se găsea în trecut în poienile de pe aceste meleaguri. Numele este tradus din limba slavonă și înseamnă cerbărie. Satul se compune din cătunele Petru Vodă, Cujbeni, Agăpieni și Slatina (Tărîțeni). La recensământul din luna martie 2002, satul Pluton era format din 300 gospodării și 1.046 locuitori.